# Украинские чемпионы мира по боксу
Список всех украинских чемпионов мира по боксу в любительском и профессиональном спорте.

## Профессиональный бокс

### Полноценные чемпионы мира
| №                     | Стал чемпионом        | Имя                         | Весовая категория                                                      | Чемп.боёв поб-пор-нич | Место рождения                        | Титулы |
| --------------------- | --------------------- | --------------------------- | ---------------------------------------------------------------------- | --------------------- | ------------------------------------- | --- |
| 1                     | 26 июня 1999 года     | Виталий Кличко (45-2)       | Тяжелая (свыше 90,7 кг)                                                | 15-2                  | Киргизская ССР, Беловодское           | WBO 1999-2000, WBC 2004-2005, 2008-2013, The Ring 2004-2005 |
| 2                     | 14 октября 2000 года  | Владимир Кличко (64-5)      | Тяжелая (свыше 90,7 кг)                                                | 25-4                  | Казахская ССР, Семипалатинск          | WBO 2000-2003, 2008-2015, IBF 2006-2015, IBO 2006-2015, WBA (super) 2011-2015, The Ring 2009-2015                                                                                     |
| 3                     | 26 февраля 2005 года  | Владимир Сидоренко (27-3-2) | Легчайшая (до 53,5 кг)                                                 | 5-2-2                 | Украинская ССР, Энергодар             | WBA 2005-2008 |
| 4                     | 3 декабря 2005 года   | Сергей Дзинзирук (37-2-1)   | Первая средняя (до 69,9 кг)                                            | 7-1*                  | Украинская ССР, Нижнегорский          | WBO 2005-2010 |
| 5                     | 22 марта 2008 года    | Андрей Котельник (32-4-1)   | Вторая лёгкая (до 63,5 кг)                                             | 3-2-1                 | Украинская ССР, Львов                 | WBA 2005-2009 |
| 6                     | 21 июня 2014 года     | Василий Ломаченко (18-3)    | Полулёгкая (до 57,2 кг) Первая лёгкая (до 59,0 кг) Лёгкая (до 61,2 кг) | 14-3                  | Украинская ССР, Белгород-Днестровский | WBO 2014-2016 WBO 2016-2018 WBA 2018-2020, The Ring 2018-2020, WBO 2018-2020, WBC 2019-2020, IBF 2024-2025, IBO 2024-2025                                                             |
| 7                     | 3 октября 2015 года   | Виктор Постол (31-5)        | Первая полусредняя (до 63,5 кг)                                        | 1-2                   | Украинская ССР, Великая Дымерка       | WBC 2015-2016 |
| 8                     | 17 сентября 2016 года | Александр Усик (23-0)       | Первая тяжёлая (до 90,7 кг) Тяжёлая (свыше 90,7 кг)                    | 13-0                  | Украинская ССР, Симферополь           | WBO 2016-2019, WBC 2018-2019, WBA (super) 2018-2019, IBF 2018-2019, The Ring 2018-2019, WBO, WBA (super), IBO 2021-н.в., The Ring 2022-н.в., WBC 2024-н.в., IBF 2021-2024, 2025-н.в., |
| 9                     | 24 февраля 2018 года  | Артём Далакян (22-1)        | Найлегчайшая (до 50,8 кг)                                              | 6-1                   | Азербайджанская ССР, Баку             | WBA 2018-2024 |
| 10                    | 18 мая 2018 года      | Александр Гвоздик (21-2)    | Полутяжёлая (до 79,4 кг)                                               | 2-1                   | Украинская ССР, Харьков               | WBC 2018-2019 |
| 11                    | 1 декабря 2024 года   | Денис Беринчик (19-1)       | Лёгкая (до 61,2 кг)                                                    | 1-1                   | Украинская ССР, Краснодон             | WBO 2024-2025 |
| Чемпионы среди женщин |                       |                             |                                                                        |                       |                                       | |
| 1                     | 13 июня 2002 года     | Алина Шатерникова (16-2)    | Наилегчайшая (до 50,8 кг) Вторая наилегчайшая (до 52,2 кг)             | 2-2                   | Украинская ССР, Днепропетровск        | IBF 2002, (WBF 2002) (GBU 2005) |

| Избран в зал славы бокса | Завершил карьеру | Действующий боксёр | Действующий чемпион |

* Дзинзирук потерпел поражение в чемпионском бою в средней весовой категории

### Временные чемпионы и чемпионы по второстепенным версиям
| №  | Стал чемпионом       | Имя                       | Весовая категория               | Чемп.боёв поб-пор-нич | Место рождения            | Титулы                   |
| -- | -------------------- | ------------------------- | ------------------------------- | --------------------- | ------------------------- | ------------------------ |
| 1  | 21 мая 1996 года     | Сергей Деваков (33-6-1)   | Первая полулёгкая (до 55,3 кг)  | 1-0                   | Украинская ССР, Николаев  | IBO 1996-1997            |
| 2  | 21 октября 2002 года | Александр Гуров (42-6-1)  | Первая тяжёлая (до 90,7 кг)     | 1-2                   | Украинская ССР, Жданов    | IBC 2002                 |
| 3  | 3 октября 2008 года  | Юрий Нужненко* (31-3-1)   | Полусредняя (до 66,7 кг)        | 1-0-1                 | Украинская ССР, Киев      | WBA (regular)* 2008-2009 |
| 4  | 10 апреля 2009 года  | Вячеслав Сенченко* (37-2) | Полусредняя (до 66,7 кг)        | 4-1                   | Украинская ССР, Кременчуг | WBA (regular)* 2009-2012 |
| 5  | 14 июля 2012 года    | Виталий Копыленко (27-1)  | Средняя (до 72,5 кг)            | 1-0                   | Украинская ССР, Васильков | WBF 2012                 |
| 6  | 10 ноября 2012 года  | Станислав Каштанов (36-6) | Вторая средняя (до 76,2 кг)     | 2-2                   | Украинская ССР, Донецк    | WBA interim 2012-2015    |
| 7  | 30 марта 2013 года   | Тимур Ахундов (15-3-1-1)  | Полулёгкая (до 57,2 кг)         | 1-0                   | Украинская ССР, Киев      | WBF 2013                 |
| 8  | 14 ноября 2014 года  | Роман Шкарупа (28-8-2)    | Вторая средняя (до 76,2 кг)     | 1-0                   | Украинская ССР, Харьков   | GBU 2014-2015            |
| 9  | 20 января 2024 года  | Арам Фаниян (24-2)        | Первая полусредняя (до 63,5 кг) | 1-0                   | Украина, Бровары          | WBF 2024-н.в.            |
| 10 | 30 марта 2024 года   | Сергей Богачук (24-2)     | Первая средняя (до 69,8 кг)     | 1-1                   | Украина, Винница          | WBC interim 2024         |

| Завершил карьеру | Действующий боксёр | Действующий чемпион |

* Нужненко был повышен со статуса временного чемпиона мира до статуса регулярного чемпиона мира 3 октября 2008 года, без боя. За временный титул провёл два поединка. (одна победа и одна ничья)

* Юрий Нужненко и Вячеслав Сенченко владели не первостепенными титулами WBA, а второстепенными титулами WBA regular, которые не признаются журналом The Ring и Международным залом славы бокса, как полноценный титул.

### Чемпионы украинского происхождения
| № | Стал чемпионом        | Имя                     | Весовая категория                               | Чемп.боёв поб-пор-нич | Место рождения                  | Титулы                                                       |
| - | --------------------- | ----------------------- | ----------------------------------------------- | --------------------- | ------------------------------- | ------------------------------------------------------------ |
| 1 | 18 декабря 1912 года  | Кид Уильямс (107-22-13) | Лёгчайшая (до 53,5 кг)                          | 7-2-3                 | Австро-Венгрия, Мармарош, Рахов | Универсальный титул 1912-1915, 1916-1917, IBU 1914,          |
| 2 | 2 января 1925 года    | Кид Каплан (107-22-13)  | Лёгкая (до 61,2 кг)                             | 3-0-1                 | Российская Империя, Киев        | The Ring1925-1926, NYSAC 1925-1926                           |
| 3 | 12 сентября 1927 года | Бенни Басс (158-28-6)   | Первая лёгкая (до 59 кг) Легчайшая (до 57,2 кг) | 3-2                   | Российская Империя, Киев        | WBA 1929-1930, The Ring1929-1930, NYSAC 1930, WBA 1927-1928, |

## Любительский бокс

### Олимпийские чемпионы
| № | Олимпиада    | Имя               | Весовая категория         | Примечания                  |
| - | ------------ | ----------------- | ------------------------- | --------------------------- |
| 1 | Атланта-1996 | Владимир Кличко   | Супертяжёлая (выше 91 кг) |                             |
| 2 | Пекин-2008   | Василий Ломаченко | Полулёгкая (до 57 кг)     | Завоевал Кубок Вэла Баркера |
| 3 | Лондон-2012  | Василий Ломаченко | Лёгкая (до 60 кг)         |                             |
| 4 | Лондон-2012  | Александр Усик    | Тяжёлая (до 91 кг)        |                             |
| 5 | Париж-2024   | Александр Хижняк  | Средняя (до 80 кг)        |                             |

### Чемпионы мира
| № | Чемпионат    | Имя               | Весовая категория         | Примечания               |
| - | ------------ | ----------------- | ------------------------- | ------------------------ |
| 1 | Белград-1978 | Виктор Савченко   | Средняя (до 75 кг)        |                          |
| 2 | Мюнхен-1982  | Александр Ягубкин | Тяжёлая (до 91 кг)        |                          |
| 3 | Милан-2009   | Василий Ломаченко | Полулёгкая (до 57 кг)     | Лучший боксёр чемпионата |
| 4 | Баку-2011    | Василий Ломаченко | Лёгкая (до 60 кг)         |                          |
| 5 | Баку-2011    | Тарас Шелестюк    | Первая средняя (до 69 кг) |                          |
| 6 | Баку-2011    | Евгений Хитров    | Средняя (до 75 кг)        |                          |
| 7 | Баку-2011    | Александр Усик    | Тяжёлая (до 91 кг)        |                          |
| 8 | Гамбург-2017 | Александр Хижняк  | Средняя (до 75 кг)        | Лучший боксёр чемпионата |
| 9 | Белград-2021 | Юрий Захариев     | Первая средняя (до 71 кг) |                          |